# 沃尔弗斯多夫 (上莱茵省)
沃尔弗斯多夫（法語：Wolfersdorf，发音：[vɔlfəʁsdɔʁf]）是法国阿尔萨斯的上莱茵省的一个市镇，属于阿尔特基什区和马斯沃县（Masevaux）。东南距塞尔奈19公里。境内有伊尔河支流拉格河（Largue）流过。该市镇总面积3.66平方公里，2014年时的人口为353人。

## 人口
沃尔弗斯多夫人口变化图示

## 图片
|  |  |  |